# Numismatische Kommission der Österreichischen Akademie der Wissenschaften
Die Numismatische Kommission der Österreichischen Akademie der Wissenschaften wurde am 9. Dezember 1970 von Robert Göbl, damals Vorstand des Instituts für antike Numismatik und vorislamische Geschichte Mittelasiens (heute: Institut für Numismatik und Geldgeschichte) der Universität Wien gegründet.
Die Numismatische Kommission, die mit der Numismatik eine der wichtigsten historischen Grundlagen- und Quellwissenschaften im Rahmen der Österreichischen Akademie der Wissenschaften vertritt, widmet sich dementsprechend – im Prinzip ohne jede räumliche und zeitliche Einschränkung – nicht nur der Erforschung des Münzwesens an sich, sondern auch seiner geld- bzw. finanzgeschichtlichen Hintergründe.
Der Entwicklung der numismatischen Forschungstätigkeit an der Kommission entsprechend, liegen die Schwerpunkte ihrer Arbeit auf der Erforschung der Münz- und Geldgeschichte des antiken Österreich, des römischen Kaiserreiches sowie des antiken Persien.